# Euphrasia grandiflora
Euphrasia grandiflora är en snyltrotsväxtart som beskrevs av Ferdinand von Hochstetter. Euphrasia grandiflora ingår i släktet ögontröster, och familjen snyltrotsväxter. Inga underarter finns listade i Catalogue of Life.